# Serianus serianus
Serianus serianus är en spindeldjursart som först beskrevs av Chamberlin 1923.  Serianus serianus ingår i släktet Serianus och familjen Garypinidae. Inga underarter finns listade i Catalogue of Life.